# Emertonella emertoni
Emertonella emertoni är en spindelart som först beskrevs av Bryant 1933.  Emertonella emertoni ingår i släktet Emertonella och familjen klotspindlar. Inga underarter finns listade i Catalogue of Life.